# اوماناق
اوماناق (به لاتین: Uummannaq) یک کوه در گرینلند است که در آواناتا واقع شده‌است. اوماناق ۱٬۱۷۰ متر بالاتر از سطح دریا واقع شده‌است.